# 鈴木邦義

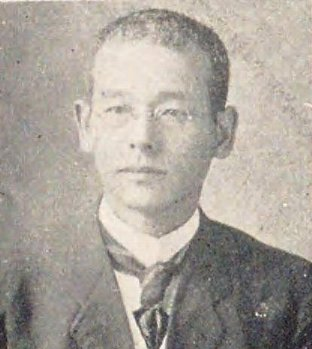
鈴木邦義

鈴木 邦義（すずき くによし、1871年6月19日（明治4年5月2日） - 1945年（昭和20年）11月30日）は、日本の内務官僚。官選沖縄県知事。旧姓・石井、旧名・兼次郎。

## 経歴
三重県出身。石井四郎兵衛の二男として生まれ、鈴木九郎の養子となる。第三高等学校を卒業。1896年、帝国大学法科大学を卒業。同年12月、文官高等試験行政科試験に合格。内務省に入省し土木局属となる。
以後、佐賀県参事官、長崎県参事官、東京府参事官、岐阜県書記官、千葉県事務官・第一部長兼第三部長、滋賀県事務官、宮城県事務官、神奈川県港務部長、大阪府内務部長などを歴任。
1916年5月、沖縄県知事に就任。織物業などの産業振興に尽力。1919年4月に休職となる。同年に退官した。

## 栄典
- 1917年（大正6年）2月10日 - 従四位[5]